# Löwenstern (baltisches Adelsgeschlecht)

Wappen der Barone von Löwenstern

Die Familie der Barone von Löwenstern (von Rigemann) a. d. Hs. Rösthof ist ein deutsch-baltisches Adelsgeschlecht, eine Kaufmanns- und Großgrundbesitzerfamilie aus Estland, deren Wurzeln bis 1387 zurückreichen. Sie waren in der Stadt Riga als Ratsherren engagiert. Die Familie besaß im Baltikum mehrere Güter (Walküll, Jendel, Forell, Rasik, Campen, Pikwa, Wechmut, Kuikatz (ab 1803 Löwenhof), Kayafer, Kokenhusen und Allafer), die zusammen etwa 29.000 Hektar umfassten. Mitglieder der Familie Baron von Löwenstern und direkte Verwandte leben heute in Deutschland, Österreich, Argentinien, Australien, Namibia, Südafrika und Kanada.

## Geschichte

### Herkunft
Die Stammreihe findet ihren Ursprung im Jahr 1387, eingetragen unter Nr. 78 im Ritterhaus zu Riga. Die Familie war im Rat der Stadt Riga von 1556 bis 1695 durch neun ihrer Mitglieder vertreten. Am 26. April 1596 erhielt sie durch König Sigismund III. Wasa einen Adelsbrief. Christoph Rigemann (Rymann, Riemann), Ratsherr und Bürgermeister zu Riga, Deputierter der Stadt Riga am Hofe zu Stockholm, erhielt am 14. November 1650 von Königin Christina ein schwedisches Adelsdiplom als Rigeman von Leijonstjerna. Das Geschlecht wurde am 20. Juli 1668 unter der Nr. 741 in die schwedische Adelsmatrikel im Ritterhaus zu Stockholm aufgenommen. Sein Bruder Diedrich auf Anzen und Rösthof (Estnisch Restu, heute Risttee, Gemeinde Sangaste) wurde unter der Nr. 78 in die Matrikel der Livländischen Ritterschaft aufgenommen. 1770 wurde Johann von Löwenstern aus dem Hause Rösthof, der durch Heirat mit Barbara Sophie von Brevern die Güter Rasik, Campen (Estnisch: Kampi) und Allafer im Gouvernement Estland erworben hatte, in die estländische Ritterschaft aufgenommen.
Zu den umfangreichen Besitzungen der Barone von Löwenstern (Estland) im Baltikum am Ende des 18. Jahrhunderts zählten unter anderem die Güter Walküll, Jendel, Forell, Rasik, Campen, Pikwa, Wechmut, Kuikatz (ab 1803 Löwenhof), Kayafer, Kokenhusen und Allafer, zusammen eine Grundfläche von etwa 29.000 Hektar.

### Napoleonische Kriege und Bezug zum dänischen Holstein, Hamburg und Altona
Am 30. Mai 1813 rückte der napoleonische General Louis-Nicolas Davout in das bis dahin von General Friedrich Karl von Tettenborn besetzte Hamburg ein und strafte die Stadt für ihren Abfall von Frankreich mit drakonischen Kontributionen. Nach der Völkerschlacht bei Leipzig erhielt der russische Generalmajor Fürst Michail Semjonowitsch Woronzow den Befehl, den Preußen im Norden im Kampf gegen die Franzosen zu Hilfe zu eilen. Davouts Soldaten wurden von allen Seiten eingeschlossen und belagert. Auf Befehl König Ludwig XVIII. übergab der Franzose am 29. Mai 1814 die Stadt, da seine Streitkräfte durch Krankheiten und Mangel dezimiert worden waren. Zu den verantwortlichen Offizieren Woronzows gehörte der damalige Oberst Baron Woldemar Hermann von Löwenstern. Er befehligte eine Kosakenbrigade, die zur Avantgarde ausersehen war und nach Hamburg und Altona vordringen sollte. Der spätere Generalmajor im Kaiserlich Russischen Kosakenheer war zuvor bereits unter anderem Teilnehmer an der Schlacht bei Wagram als Adjutant des damaligen Generalleutnants Fürst Michael Andreas Barclay de Tolly.
Sein jüngerer Bruder Baron Georg Heinrich von Löwenstern befehligte als Brigadekommandeur ein weiteres Kosakenheer und hatte den Befehl, so weit wie möglich auf der Landstraße nach Wandsbek vorzurücken. Dabei musste er sich zunächst gegen eine starke feindliche Übermacht unter Generalmajor Louis Joseph Vichery behaupten und zog sich daraufhin nach Rahlstedt zurück. Ihm gegenüber stand als Kommandant von Altona der dänische Generalmajor Hugo von Buchwald aus dem Hause Fresenburg (bei Bad Oldesloe). Baron Georg von Löwenstern sollte mit letzterem später einen regen Briefwechsel gepflegt haben. Am 6. Januar 1813 nahm der Kosakenkommandeur eine von Graf Christian Carl von Schimmelmann ausgesprochene Einladung an, auf dessen Schloss Ahrensburg Quartier zu beziehen. In dieser Zeit lernte er seine spätere Ehefrau Adelaide Tugendreich, die Tochter des Grafen, kennen.
Auch Baron Johann (Ivan) Peter Eduard von Löwenstern, ein weiterer Bruder Woldemars und Georgs, hatte an dieser Mission gegen die Franzosen teilgenommen. Er war Adjutant des Reiter-General Graf Peter von der Pahlen und später als Generalmajor Hetman (Ataman) des Astrachanischen Kosakenheeres. Ein weiterer Bruder war Baron Hermann Ludwig von Löwenstern, Gutsbesitzer und Kapitän zur See der Kaiserlich Russischen Flotte, der zusammen mit Kapitän zur See (später Admiral) von Krusenstern von 1803 bis 1806 die Welt umsegelte. Auf der Insel Sachalin ist das Cap Löwenstern nach ihm benannt.

## Weitere Geschichte
Baron Georg von Löwenstern (* 23. November 1786 in Reval, + 20. September 1856 in Kiel) lebte zusammen mit seiner Ehefrau Adelaide, geborene Komtesse von Schimmelmann aus dem Hs Lindenborg, auf dem familieneigenen Gut Jendel in Estland. 1843 siedelte er sich zusammen mit seiner Familie nach dem Verkauf seiner Besitzungen in Estland in das damals zum dänischen Gesamtstaat gehörenden Holstein und bei Kopenhagen auf dem Schimmelmannschen Fideikommiss-Gut Hellebeck und der Villa Seelust in Klampenborg, Gentofte Kommune, an. Zu ihrem Besitz zählte auch die Villa Seelust in Kiel an der Kieler Förde. Durch offenen Brief König Friedrichs VI. vom 8. Juni 1827 erhielt Georg die dänische Adelsanerkennung und Genehmigung zur Führung des Barontitels sowie Aufnahme in den dänischen Adelsstand. Georg war Kaiserlich Russischer Garde-Oberst dR und Dänischer Generalmajor dR. Als Außerordentlicher Dänischer Gesandter und bevollmächtigter Minister des Königs waar er zusammen mit seiner Familie in Rio de Janeiro von 1827 bis 1829 und von 1835 bis 1847 in Wien, um mit den jeweiligen Ländern einen Handelsvertrag abzuschließen. Georg und Adelaide hatten fünf Kinder (Adelbert, Georgine, Laurette, Adelaide und Friedrich). Der Sohn Baron Friedrich Sebastian von Löwenstern (geboren 15. Juni 1829 auf Schloss Wandsbek, gestorben 20. Januar 1910 in Oberalm) war Gutsbesitzer (Villa Löwenstern in Oberalm bei Salzburg) und gründete als Unternehmer in Oberalm die Freiherr von Löwenstern’sche Marmor-Waaren-Fabrik, die er im Jahr 1887 an die Marmorindustrie Kiefer in Kiefersfelden erfolgreich veräußerte (heute Marmorindustrie Kiefer).
In Preußen erfolgte die Anerkennung des Baronstitels durch Heroldsamtsreskript Berlin vom 30. März 1868 für Baron Hermann von Löwenstern, Gutsbesitzer und Kaiserlich Deutscher Korvettenkapitän. In Österreich erfolgte die Adelsanerkennung und Eintragung bei Siebmacher für Österreich-Salzburg. Am 5. Januar 1923 wurde die Familie Baron v. Löwenstern von der Deutschen Adelsgenossenschaft in die EDDA „Eisernes Buch Deutschen Adels Deutscher Art“ unter der Nr. 144 eingetragen.
Zur Zeit der Gründungen der baltischen Staaten Estland und Lettland und der damit verbundenen Enteignungen der deutschbaltischen Großgrundbesitzer war die Familie in Estland schon nicht mehr besitzlich.
Mitglieder der Familie leben heute in Deutschland, Österreich, Dänemark, Namibia, Australien, Kanada und Argentinien.

## Wappen
Das 1650 verliehene Wappen zeigt in Silber einen blauen Balken, das Ganze überdeckt mit gekröntem goldenem Löwen, in den Oberecken je ein goldener, sechsstrahliger Stern. Auf dem Helm mit silbern-rot-golden-silbernen Wulst und rot-golden-rot-silbernen Decken ein Flug, rechts von Silber über Blau, links von Rot über Silber geteilt, dazwischen Kopf und Hals eines gekrönten goldenen Löwen, überhöht von einem goldenen Stern. Im Genealogischen Handbuch der baltischen Ritterschaften ist der Löwe nach (heraldisch) links gerichtet, in anderen Abbildungen nach (heraldisch) rechts.

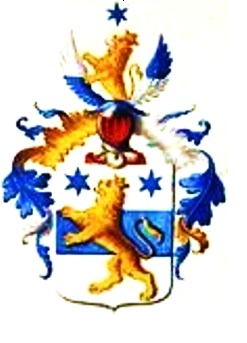
Wappen derer von Löwenstern, in variierter Tingierung
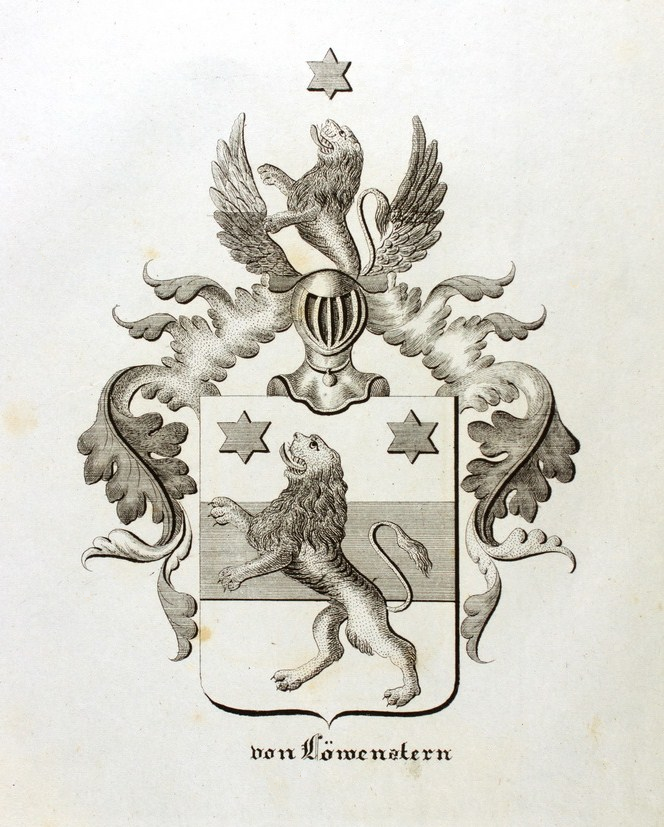
Wappen derer von Löwenstern im Wappenbuch sämmtlicher zur Ehstländischen [sic !] Adelsmatrikel gehöriger Familien

## Persönlichkeiten

### Estländischer Zweig der Familie der Barone von Löwenstern
- Hermann Ludwig von Löwenstern (* 1749; † 1815), Gutsbesitzer, Kreismarschall, Gouvernement-Adelsmarschall und Ritterschaftshauptmann in Estland, Ratsherr, Präsident im Ober-Konvent
  - Woldemar Hermann von Löwenstern (* 1776; † 1858), Gutsbesitzer, Kreis-Deputierter, Generalmajor d. R. in russischen Diensten
  - Hermann Ludwig von Löwenstern (* 1777; † 1836), Gutsbesitzer, Kapitän zur See der kaiserlich russischen Flotte, unternahm (zusammen mit dem späteren Admiral von Krusenstern) die erste russische Weltreise von 1803 bis 1806.[5]
  - Georg Heinrich von Löwenstern (* 1786; † 1856), Gutsbesitzer, Oberst à la Suite d. R. des russ. Kaiserreiches, Generalmajor d. R. des Königreiches Dänemark, Diplomat und außerordentlicher Gesandter und bevollmächtigter Minister des dänischen Königs
    - Adelbert von Löwenstern (* 1817; † 1879), Königlich Dänischer Kammerherr und königlich preußischer Auditeur der Armee.

  - Johann Peter Eduard von Löwenstern (* 1790; † 1837), Gutsbesitzer, Generalmajor und Hetman des Astrachanischen Kosakenheeres
- Friedrich Baron von Löwenstern (* 1829 auf Schloss Wandsbek in Dänemark (heute Hamburg) † 1910 in Oberalm), Gutsbesitzer, Unternehmer und Rittmeister dR
- Elard von Löwenstern (* 30. August 1886 in Bischdorf; † 21. Dezember 1945 im Speziallager Nr. 3 Berlin-Hohenschönhausen),[6] Generalmajor der Luftwaffe
- Heinz Baron von Löwenstern (* 25. April 1923 in Potsdam; † 1. August 2012 in Ainring Obb, Deutschland), Oberleutnant zur See (Crew V/41), Ing. für Hochbau, Dipl. Ing. Architekt, Unternehmer und Gutsbesitzer

### Livländischer Zweig der Familie von Löwenstern
- Paul Ludwig Johann von Löwenstern (* 1752; † 1824), Sachsen-Weimarscher Rat
  - Heinrich Carl Ludwig von Löwenstern (* 1783; † 1843), russischer Diplomat und Rat, Vizegouverneur von Estland
- Carl Otto von Löwenstern (* 1755; † 1833), livländischer Rittergutsbesitzer, 1802–1806 livländischer Landrat und nach seinem Rücktritt in Dresden, dort Förderer des Malers Carl Christian Vogel von Vogelstein
  - Sophie von Löwenstern (* 1788; † 1855) ⚭ Franz Gabriel von Bray, bayerischer Diplomat
- Enno von Loewenstern (* 1928; † 1993), deutscher Journalist

## Literarisches
Adolf Muschg gestaltete seinen Roman Löwenstern (2012) in Form von fiktiven Aufzeichnungen des Barons Hermann Ludwig von Löwenstern (1777–1836).
Prof. Moessner verfasste ein Buch über Baron Hermann Ludwig von Löwenstern und die erste russische Weltumsegelung von 1803 bis 1806. 